# رودریگو دیفندی
رودریگو دیفندی (به پرتغالی: Rodrigo Marcos dos Santos) هافبک اهل برزیل است که در شهر کوریتیبا و در تاریخ ۱۶ ژوئن ۱۹۸۶ به دنیا آمده‌است.
رودریگو دیفندی در تیم‌های فوتبال کوریتیبا سابقهٔ حضور دارد.